# Décès en 1977
Décès
- 1973
- 1974
- 1975
- 1976
- 1977
- 1978
- 1979
- 1980
- 1981

Cette page dresse une liste de personnalités mortes au cours de l'année 1977 présentée dans l'ordre chronologique.
Pour une information complémentaire, voir la page d'aide.
La liste des personnes référencées dans Wikipédia est disponible dans la page de la Catégorie:Décès en 1977.

## Janvier
- 2 janvier : Erroll Garner, pianiste de jazz américain (° 15 juin 1921).
- 4 janvier : Georges Folmer, peintre, sculpteur et théoricien de l'art français (° 19 novembre 1895).
- 4 janvier : Sigfrid Lindberg, footballeur international suédois (° 25 mars 1897).
- 7 janvier : 
  - Janus Braspennincx, coureur cycliste néerlandais (° 5 mai 1903).
  - Ignace Tax, footballeur franco-autrichien devenu entraîneur (° 9 avril 1909).
- 8 janvier : Franz Heck, coureur cycliste luxembourgeois (° 6 février 1899).
- 11 janvier : Edmond Astruc, peintre français (° 4 novembre 1878).
- 12 janvier : 
  - Henri-Georges Clouzot, cinéaste français (° 20 novembre 1907).
  - Véronique Filozof, peintre et illustratrice française (°  8 août 1904).
- 13 janvier : Henri Langlois, fondateur de la Cinémathèque française (° 13 novembre 1914).
- 14 janvier :
  - Anaïs Nin, écrivain américaine (° 21 février 1903).
  - Anthony Eden, homme politique britannique (° 12 juin 1897).
- 19 janvier :
  - Edita Broglio, peintre lettonne (° 26 novembre 1886).
  - Jerry Dawson, footballeur international écossais puis entraîneur (° 30 octobre 1909).
- 20 janvier : 
  - Nour Ali Boroumand, maître de musique iranienne multi-instrumentiste  (° 1905).
  - Davie Shaw, footballeur international écossais puis entraîneur (° 5 mai 1917).
- 21 janvier : Sandro Penna, poète italien (º 12 juin 1906).
- 22 janvier : Natividad Almeda-López, féministe et magistrate philippine (° 8 septembre 1892).
- 23 janvier : 
  - Geoffroy Dauvergne, peintre, mosaïste, fresquiste et sculpteur français (° 29 octobre 1922).
  - György Molnár, footballeur international hongrois (° 12 février 1901).
- 24 janvier : Vardan Ajemian, directeur de théâtre et acteur russe puis soviétique (° 4 juin 1905).
- 27 janvier :
  - Walter Baldwin, acteur américain (° 2 janvier 1889).
  - Zoltán Vásárhelyi, directeur musical hongrois (° 2 mars 1900).
- 29 janvier :
  - Jules Cavaillès, peintre français (° 20 juin 1901).
  - Kawasaki Shoko, peintre japonais (° 8 mai 1886).
  - Freddie Prinze, comédien américain (° 22 juin 1954).
- 30 janvier : Alexis Gritchenko, peintre, aquarelliste, écrivain et critique d'art russe puis soviétique (° 2 avril 1883).
- 31 janvier : Adriano Zanaga, coureur cycliste italien (° 14 janvier 1896).

## Février
- 1er février : Pierre de Lestrade de Conti, caricaturiste, illustrateur et peintre français (° 29 juin 1901).
- 6 février : Hermann Felsner, footballeur devenu entraîneur autrichien (° 1er avril 1889).
- 7 février : 
  - Emmanuel Durlet, pianiste et compositeur belge (° 11 octobre 1893).
  - Manuel Soeiro, footballeur international portugais devenu entraîneur (° 17 mars 1909).
- 9 février : Ollie Klee, joueur américain de baseball (° 20 mai 1900).
- 11 février : Luigi Bertolini, footballeur international italien devenu entraîneur (° 13 septembre 1904).
- 13 février : Otto Niebergall, homme politique allemand (° 5 janvier 1904).
- 14 février : Arturo Sampay, juriste, professeur d’université et essayiste argentin (° 28 juillet 1911).
- 18 février : Andy Devine, acteur américain (° 7 octobre 1905).
- 20 février : Jean Capelle, footballeur international belge (° 26 octobre 1913).
- 21 février : André Missant, peintre, dessinateur et sculpteur français (° 29 août 1908).
- 22 février : Ralph Hungerford, homme politique américain (° 21 avril 1896).
- 23 février : 
  - Pierre-César Lagage, peintre français (° 29 septembre 1911).
  - Pierre Parmentier, footballeur puis entraîneur français (° 16 juin 1907)[1].
- 26 février :
  - Alpha Oumar Barry, homme politique guinéen (° 1925).
  - Maxime Jacob, compositeur français (° 13 janvier 1906).
- 28 février : Eddie Anderson, acteur américain (° 18 septembre 1905).

## Mars
- 2 mars : Paul Rohmer, père de la pédiatrie moderne française (° 1er novembre 1876).
- 3 mars : Percy Marmont, acteur anglais (° 25 novembre 1883).
- 4 mars : Nancy Tyson Burbidge, botaniste australienne (° 5 août 1912).
- 5 mars :
  - Tom Pryce, pilote automobile gallois (° 11 juin 1949).
  - Geer Van Velde, peintre néerlandais (° 5 avril 1898).
- 6 mars : Grațian Sepi, footballeur international roumain (º 30 décembre 1910).
- 10 mars : 
  - E. Power Biggs, organiste de concert anglais naturalisé américain (º 29 mars 1906).
  - José Perácio, footballeur international brésilien (º 2 novembre 1917).
- 11 mars : 
  - Ferenc Kónya, footballeur puis entraîneur hongrois (º 9 novembre 1892).
  - Willie Bauld, footballeur international écossais (º 24 janvier 1928).
- 12 mars :
  - Basil Brown, archéologue et astronome britannique (° 22 janvier 1888).
  - Rutilio Grande, prêtre jésuite, Manuel Solórzano et Nelson Rutilio Lemus, laïcs chrétiens, tous trois martyrs et bienheureux.
- 14 mars : Heraldo Bezerra, footballeur international espagnol (° 21 avril 1945).
- 15 mars : Marg Moll, sculptrice, peintre de l'art abstrait et écrivaine allemande (º 2 août 1884).
- 18 mars : Jacques Bohée, footballeur français (° 16 août 1929)[2].
- 20 mars : Roberto, footballeur international brésilien (º 20 juin 1912).
- 23 mars : Émile Biayenda, cardinal congolais, archevêque de Brazzaville (° 1927).
- 24 mars : Saburō Moroi, compositeur japonais (º 7 août 1903).
- 26 mars : Adhémar Hennaut, homme politique belge (º 4 mars 1899).
- 29 mars : Georgi Zlatev-Cherkin, compositeur et pédagogue vocal bulgare (º 23 avril 1905).
- 30 mars : Abdel Halim Hafez, chanteur et acteur égyptien (º 21 juin 1929).

## Avril
- 1er avril : Jean-Baptiste Muratore, peintre français (° 6 septembre 1915).
- 2 avril : Chamama Alasgarova, gynécologue azerbaïdjanaise (° 8 mars 1904).
- 3 avril : Pierre-Marie Théas, évêque catholique français, évêque de Tarbes et Lourdes (° 14 septembre 1894).
- 4 avril :
  - Antoon Kruysen, peintre néerlandais (° 9 octobre 1898).
  - Émile Simonod, céramiste, peintre et poète français (° 21 décembre 1893).
  - Eugene Zador, compositeur hongrois naturalisé américain (° 5 novembre 1894).
- 5 avril : Bekir Refet, footballeur international turc (° 22 mai 1899).
- 7 avril :
  - Hans Berger, peintre suisse (° 9 juillet 1882).
  - Sheina Marshall, biologiste marine écossaise (° 20 avril 1896).
  - Fritjof Hillén, footballeur international suédois (° 19 mai 1893).
- 8 avril : 
  - Dezső Gencsy, joueur international et entraîneur de football hongrois (° 2 novembre 1897).
  - Philibert Smellinckx, footballeur international belge (° 17 janvier 1911).
- 9 avril : José Planas, joueur et entraîneur de football |espagnol (° 14 avril 1901).
- 10 avril : Albert Gossiaux, musicien belge (° 26 août 1899).
- 11 avril :
  - Maurice Ménardeau, peintre français (° 6 février 1897).
  - Jacques Prévert, poète français (° 4 février 1900).
  - Lazare Volovick, peintre né en Russie (° 25 janvier 1902).
- 19 avril : Giuseppe Pancera, coureur cycliste italien (° 10 janvier 1901).
- 21 avril : Grummo Marx, acteur comique américain (° 23 octobre 1893).
- 22 avril : Edward Van Dyck, coureur cycliste belge (° 22 mars 1918).
- 24 avril : Victor Larock, homme politique belge (° 6 octobre 1904).
- 25 avril : René Cuzacq, écrivain et professeur (° 27 août 1901).
- 27 avril : Stanley Adams, acteur et scénariste américain  (° 7 avril 1915).
- 28 avril :
  - Ricardo Cortez, acteur et réalisateur américain d'origine autrichienne (° 19 septembre 1899).
  - Hilary Heron, sculptrice irlandaise (° 27 mars 1923).
  - Sepp Herberger, entraîneur de football allemand (° 28 mars 1897).

## Mai
- mai : Raúl Chappell, footballeur international péruvien (° 23 juillet 1911).
- 1er mai : Arne Sorensen, footballeur international danois (° 27 novembre 1917).
- 2 mai : Jean-Claude Lebaube, coureur cycliste français (° 22 juillet 1937).
- 5 mai : Paul Desmond, saxophoniste de jazz américain (° 25 novembre 1924).
- 6 mai :
  - Jean Bouchaud, peintre français (° 1891).
  - Otto Weckerling, coureur cycliste allemand (° 23 octobre 1910).
- 7 mai : Marguerite De Riemaecker-Legot, femme politique belge (° 9 mars 1913).
- 8 mai : 
  - Camille Bryen, poète, peintre et graveur français (° 17 septembre 1907).
  - Antonio Vojak, footballeur international italien (° 19 novembre 1904).
- 10 mai : Joan Crawford, actrice américaine (° 23 mars 1905).
- 11 mai : Viktor Maslov, footballeur puis entraîneur soviétique (° 27 avril 1910).
- 15 mai : Benedetta Cappa, peintre et écrivaine italienne (° 14 août 1897).
- 16 mai : Modibo Keïta, homme politique malien (° 4 juin 1915).
- 17 mai : Marthinus Lourens de Villiers, compositeur sud-africain (° 31 juillet 1885).
- 21 mai : Carlos Lacerda, écrivain et homme politique brésilien (° 30 avril 1914).
- 24 mai : Robert La Montagne Saint-Hubert, peintre décorateur et fresquiste français (° 24 mai 1887).
- 26 mai : Jim Boles, acteur américain (° 28 février 1914).
- 27 mai :
  - Félix Coenen, homme politique belge (° 5 mars 1895).
  - Robert Fernier, peintre français (° 26 juillet 1895).
  - José Carlos Schwarz, poète et musicien de Guinée-Bissau (° 6 décembre 1949).
- 28 mai : Jiří Reinberger, organiste et compositeur tchèque (° 14 avril 1914).
- 30 mai : Alfred Grenda, coureur cycliste Australien naturalisé américain (° 15 septembre 1889).
- 31 mai :
  - William Castle, réalisateur, scénariste, acteur et producteur de cinéma américain (° 24 avril 1914).
  - Alphonse Decorte, footballeur belge (° 2 août 1909).
  - Neco, footballeur international brésilien devenu entraîneur (° 5 mars 1895).

## Juin
- 1er juin : Rudolf Vytlačil, footballeur international tchécoslovaque devenu entraîneur (° 9 février 1912).
- 2 juin : Stephen Boyd, acteur britannique (° 4 juillet 1931).
- 3 juin : Roberto Rossellini, réalisateur italien (° 8 mai 1906).
- 4 juin :
  - René Aubert, peintre, lithographe et illustrateur français (° 6 octobre 1894).
  - Louis Hickel, résistant, médecin et homme politique français (° 12 octobre 1920).
  - Robert Le Ricolais, ingénieur et architecte français (° 30 octobre 1894).
- 5 juin : Martín Ventolrá, footballeur international espagnol (° 16 décembre 1906).
- 6 juin : Sergueï Krouglov, homme politique russe puis soviétique (° 2 octobre 1907).
- 7 juin : Raymond Cannon, acteur, réalisateur et scénariste américain (° 1er septembre 1892).
- 8 juin :
  - Louis Landi, footballeur français (° 10 janvier 1941).
  - Gilchrist Stuart, acteur anglais (° 19 janvier 1919).
- 9 juin : Germano Boettcher Sobrinho, footballeur brésilien (° 14 mars 1911).
- 11 juin : Philippe de La Hogue-Rey, peintre mauricien (° 1910).
- 12 juin : 
  - Epi, footballeur international espagnol (° 23 avril 1919).
  - Lev Vladimirovitch Tcherepnine, historien médiéviste soviétique (° 12 avril 1905).
- 13 juin:
  - Gerardo Dottori, peintre futuriste italien (° 11 novembre 1884).
  - Matthew Garber, acteur anglais (° 25 mars 1956).
- 15 juin : Maryan S. Maryan, peintre américain d'origine polonaise (° 1er janvier 1927).
- 16 juin : Wernher von Braun, ingénieur américain d'origine allemande (° 23 mars 1912).
- 19 juin : Fernand Demany, journaliste et homme politique belge (° 26 juin 1904).
- 20 juin : Abner Biberman, acteur, réalisateur et scénariste américain  (° 1er avril 1909).
- 21 juin : 
  - Lucien Coutaud, peintre et graveur français (° 13 décembre 1904).
  - Ugo Amoretti, footballeur international italien (° 6 février 1909).
- 23 juin : Gontran Ranson, dessinateur, illustrateur et peintre français (° 2 juillet 1891).
- 27 juin : Ivan Tabaković, peintre et céramiste serbe puis yougoslave (° 10 décembre 1898).
- 28 juin : Armand Assus, peintre français (° 4 avril 1892).
- 29 juin : 
  - Émile Compard, peintre et sculpteur français (° 13 octobre 1900).
  - José Vanzzino, footballeur international uruguayen (° 7 mai 1893).
  - Dagfin Werenskiold, sculpteur et peintre norvégien (° 16 octobre 1892).

## Juillet
- 2 juillet : Vladimir Nabokov, écrivain américain (° 22 avril 1899).
- 4 juillet : Alois Reiser, compositeur, violoncelliste et chef d'orchestre américain d'origine tchèque (° 6 avril 1884).
- 6 juillet : Hu Nim, homme politique cambodgien (° 25 juillet 1932).
- 7 juillet : 
  - Nicolae Kovacs, footballeur roumain puis hongrois devenu entraîneur (° 29 décembre 1911).
  - Robert Heyse : footballeur international belge (° 10 mai 1908).
- 9 juillet : Alice Paul, féministe américaine (° 11 janvier 1885).
- 10 juillet : Şükrü Gülesin, footballeur international turc devenu entraîneur (° 14 septembre 1922).
- 16 juillet : Claude Grosperrin, peintre et lithographe français (° 26 novembre 1936).
- 17 juillet : 
  - Billy Gonsalves, footballeur international américain (° 10 août 1908).
  - Zózimo, footballeur international brésilien (° 19 juin 1932).
- 18 juillet : Paul Lemagny, peintre et graveur français (° 11 février 1905).
- 19 juillet :
  - Ambrogio Casati, peintre et sculpteur italien (° 27 décembre 1897).
  - José Magdalena, coureur cycliste espagnol (° 1889).
- 20 juillet : Carter DeHaven, acteur et réalisateur américain (° 5 octobre 1886).
- 22 juillet : Francesco Cangiullo, écrivain, poète et peintre italien (° 27 janvier 1884).
- 23 juillet : 
  - Georges Goldkorn, peintre franco-polonais (° 3 avril 1905).
  - Arsenio Erico, footballeur paraguayen (° 30 mars 1915).
- 29 juillet :
  - Jean-François Liegme, peintre suisse (° 5 octobre 1922).
  - Paul Delmas-Marsalet, psychiatre et neurologue français († 4 août 1898).
- 30 juillet : Louis Clément, peintre et maître émailleur français (° 7 juillet 1882).
- ? : Venancio Bartibás, footballeur international uruguayen (° 18 mai 1906).

## Août
- 1er août : Francis Gary Powers, pilote avion d'espionnage U-2 américain (° 17 août 1929).
- 3 août : Alfred Lunt, acteur américain (° 12 août 1892).
- 5 août : Max Kaus, peintre allemand (° 11 mars 1891).
- 8 août : Son Ngoc Thanh, premier ministre du Cambodge (° 7 décembre 1908).
- 9 août : Edward Chapman, acteur anglais (° 13 octobre 1901).
- 10 août :
  - Vince Barnett, acteur américain (° 4 juillet 1902).
  - Guy de Montlaur, peintre français (° 9 septembre 1918).
- 13 août : Roger Charles Halbique, peintre et caricaturiste français (° 17 juillet 1900).
- 16 août : Elvis Presley, acteur et chanteur américain de rock 'n' roll  (° 8 janvier 1935).
- 17 août :
  - Delmer Daves, scénariste, réalisateur, acteur et producteur américain (° 24 juillet 1904).
  - Roger Nicolas, humoriste français (° 16 janvier 1919).
  - Éloi Tassin, coureur cycliste français (° 6 juin 1912).
- 19 août : Groucho Marx, acteur comique américain (° 2 octobre 1890).
- 20 août :
  - Paul-André Robert, illustrateur et naturaliste suisse (° 10 novembre 1901).
  - Eddy Waller, acteur américain (° 14 juin 1889).
- 23 août : Naum Gabo, architecte et peintre russe (° 5 août 1890).
- 24 août :
  - Rubén Bravo, footballeur international argentin devenu entraîneur (° 16 novembre 1923).
  - André Spitz, peintre et dessinateur de timbres français (° 15 octobre 1883).
- 26 août : Willis Bouchey, acteur américain (° 24 mai 1907).
- 27 août : George Merritt, acteur anglais (° 10 décembre 1890).

## Septembre
- 2 septembre : Stephen Dunne, acteur américain (° 13 janvier 1918).
- 3 septembre : Robert Villard, peintre, lithographe, sculpteur, architecte et enseignant français (° 30 août 1897).
- 4 septembre : Jean Rostand, écrivain, moraliste, biologiste, historien des sciences et académicien français (° 30 octobre 1894).
- 5 septembre : Marcel Thiry, écrivain belge d'expression française et militant wallon (° 13 mars 1897).
- 6 septembre : Youri Pimenov, peintre russe puis soviétique (° 9 décembre 1903).
- 8 septembre : Léon Pawlak, footballeur polonais puis français (° 27 janvier 1906).
- 11 septembre :
  - Leonard Carey, acteur anglais (° 25 février 1887).
  - Tanaka Isson, peintre japonais (° 29 juillet 1908).
- 12 septembre : Richard Nowacki, footballeur français (° 23 mars 1949)[3].
- 16 septembre :
  - Marc Bolan, chanteur, guitariste, parolier et compositeur britannique, leader du groupe T. Rex (° 30 septembre 1947).
  - Maria Callas, cantatrice d'opéra, américaine d'origine grecque (° 2 décembre 1923).
- 18 septembre :
  - Vittorio Cini, financier italien (° 20 février 1885).
  - Jaume Elias, footballeur espagnol (° 6 novembre 1919).
- 20 septembre : Alex Massie, footballeur international écossais devenu entraîneur (° 13 mars 1906).
- 21 septembre : Johan Einar Boström, arbitre international de football suédois (° 9 octobre 1922).
- 23 septembre : Maurice Dupuis, footballeur international français (° 4 février 1914)[4].
- 25 septembre : Gerhard Winkler, compositeur allemand de musique légère (° 12 septembre 1906).
- 26 septembre : Aarne Ervi, architecte finlandais (° 19 mai 1910).
- 30 septembre : Louis Duerloo, coureur cycliste belge (° 7 juillet 1910).

## Octobre
- 1er octobre :
  - Louis Berthomme Saint-André, peintre, lithographe et illustrateur français (° 4 février 1905).
  - Rudi Graetz, espérantiste allemand (° 27 juin 1907).
- 3 octobre : Letitia Overend, philanthrope irlandaise (° 15 juillet 1880).
- 5 octobre : Otto Fehlmann, footballeur international suisse (° 5 avril 1889).
- 4 octobre : José Ber Gelbard, entrepreneur  et homme politique argentin (° 14 avril 1917).
- 7 octobre :
  - Douglas De Ruymbeke, footballeur belge (° 25 août 1894).
  - Fred Paterson, homme politique britannique puis australien (° 13 juin 1897).
- 9 octobre : Peter Mosbacher, acteur allemand (° 17 février 1912).
- 11 octobre : Jean Duvieusart homme politique belge (° 10 avril 1900).
- 12 octobre : Jan Zrzavý, peintre austro-hongrois puis tchécoslovaque (° 5 novembre 1890).
- 13 octobre :
  - István Avar, footballeur international roumain et hongrois puis entraîneur (° 28 mai 1905).
  - Jackie Condon, acteur américain (° 25 mars 1918).
- 14 octobre : 
  - Bing Crosby, chanteur et acteur américain (° 3 mai 1903).
  - Francis Ryan, footballeur international américain (° 10 janvier 1908).
- 15 octobre : Ralph Truman, acteur anglais (° 7 mai 1900).
- 19 octobre : Lisa Krugell, peintre et affichiste française (° 29 décembre 1893).
- 20 octobre :
  - Cassie Gaines, choriste du groupe rock Lynyrd Skynyrd (° 9 janvier 1948).
  - Steve Gaines, guitariste du groupe rock Lynyrd Skynyrd (° 14 septembre 1949).
  - Ronnie Van Zant, chanteur du groupe rock Lynyrd Skynyrd (° 15 janvier 1948).
- 22 octobre :
  - Julien Delbecque, coureur cycliste belge (° 22 octobre 1903).
  - Oreste Emanuelli, peintre italien (° 18 avril 1893).
- 23 octobre : Victor Linart, coureur cycliste belge (° 26 mai 1889).
- 24 octobre : Silvano Schiavon, coureur cycliste italien (° 4 novembre 1942).
- 25 octobre :
  - Félix Gouin, homme politique français (° 4 octobre 1884).
  - Kārlis Miesnieks, peintre réaliste letton (° 31 janvier 1887).
- 27 octobre : 
  - Ivo Radovniković, joueur et entraîneur de football serbe puis yougoslave (° 9 février 1918).
  - Peg Leg Sam, chanteur et harmoniciste de blues américain (° 28 décembre 1911)
- 29 octobre : Seison Maeda, peintre japonais (° 27 janvier 1885).
- 30 octobre :
  - Pierre Collet, acteur de cinéma français (° 10 mars 1914).
  - Willy Guggenheim, peintre et graveur suisse (° 16 mars 1900).
- 31 octobre : Mykola Hlouchtchenko, peintre russe puis soviétique (° 17 septembre 1901).

## Novembre
- 1er novembre : Georges-Armand Masson, journaliste, écrivain et peintre français (° 29 mai 1892).
- 3 novembre : Ottavio Pratesi, coureur cycliste italien (° 1er janvier 1889).
- 4 novembre : Dolly Robinson, designer de théâtre irlandaise (° 26 octobre 1901).
- 5 novembre : René Goscinny, scénariste de bande dessinée français (° 14 août 1926).
- 7 novembre : José Rita, footballeur portugais (° 2 avril 1932).
- 8 novembre : Mohamed Ennouri, auteur-compositeur-interprète et musicien tunisien (° 1908).
- 18 novembre : Robert Lacoste, entraîneur de football français (° 20 février 1915).
- 19 novembre : Benny Yorston, footballeur international écossais (° 14 octobre 1905).
- 20 novembre : Frank Richter Jr., homme politique canadien (° 12 juillet 1910).
- 21 novembre : Richard Carlson, acteur, réalisateur et scénariste américain (° 29 avril 1912).
- 28 novembre : Trevor Bardette, acteur américain (° 19 novembre 1902).

## Décembre
- 3 décembre : Roland Caillaux, peintre  et dessinateur français (° 5 janvier 1905).
- 5 décembre : Roland Kirk, saxophoniste de jazz américain (° 7 août 1935).
- 6 décembre : Andy Auld, footballeur international américain (° 26 janvier 1900).
- 9 décembre :
  - Clarice Lispector, femme de lettres brésilienne (° 10 décembre 1899).
  - Charles Ventrillon-Horber, peintre français puis vénézuélien (° 26 février 1920).
- 13 décembre :
  - Gaston Goor, peintre, illustrateur et sculpteur français (° 26 octobre 1902).
  - Edmund Crawford, footballeur anglais devenu entraîneur ° 31 octobre 1906).
- 15 décembre : Rolande Déchorain, peintre paysagiste française (° 28 septembre 1898).
- 16 décembre : Gaston Hoffmann, peintre, décorateur, dessinateur, illustrateur et caricaturiste français (° 12 janvier 1883).
- 17 décembre : Wim Prinsen, coureur cycliste néerlandais (° 8 mars 1945).
- 19 décembre :
  - Severino Caveri, homme politique et juriste italien (° 29 mai 1908).
  - Jacques Tourneur, réalisateur français (° 12 novembre 1904).
- 21 décembre : Seán Keating, peintre irlandais (° 28 septembre 1889).
- 22 décembre :
  - Karl John, acteur allemand (° 24 mars 1905).
  - Bernard Masson, coureur cycliste français (° 20 septembre 1948).
- 25 décembre : 
  - Charlie Chaplin, acteur, réalisateur, scénariste et compositeur (° 16 avril 1889).
  - Harald Strøm, patineur de vitesse et footballeur international norvégien (° 14 octobre 1897).
- 26 décembre : Howard Hawks, scénariste, producteur et réalisateur américain (° 30 mai 1896).

## Date précise inconnue
- France Audoul, peintre et résistante française (° 13 septembre 1894).
- Henri Barthelemy, illustrateur français (° 1884).
- Émile Claro, peintre français (° 1897).
- Honorine Deschrijver, peintre belge (° 5 mars 1887).
- Mario De Berardinis, peintre d’affiches de cinéma italien (° 1931).
- Rolande Dechorain, peintre paysagiste française (° 1898).
- Otto Erich Kahn, nazi allemand impliqué dans le massacre d'Oradour-sur-Glane (° 4 mars 1908).
- Ioánnis Koúlis, homme politique et professeur d'université grec (° 1910).
- Stéphanie Łazarska, peintre polonaise (° 10 avril 1887).
- Jalaludin Abdur Rahim, philosophe politique et politicien pakistanais (° 27 juillet 1906).
- Zygmund Schreter, peintre français d'origine polonaise (° 1896).
- Jules Vastag, footballeur hongrois (° 6 septembre 1914).
- Viktor Spechtl, footballeur autrichien (° 6 juin 1906).